# Hasan Minhaj

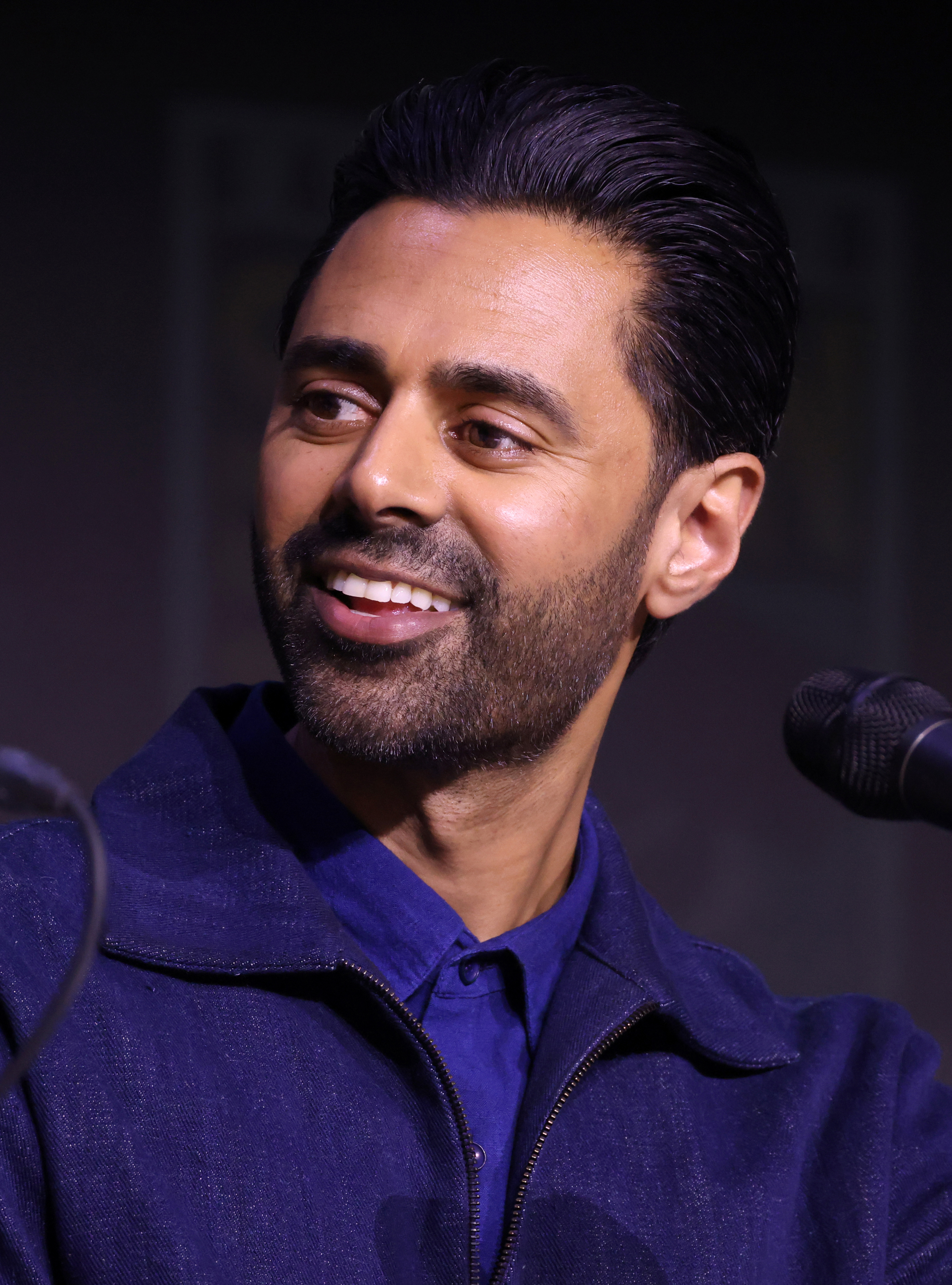
Hasan Minhaj (2025)

Hasan Minhaj (ˈhʌsən ˈmɪnhɑːdʒ; * 23. September 1985 in Davis, Kalifornien) ist ein US-amerikanischer Stand-up-Comedian, Autor, Produzent, Politkommentator, Schauspieler und Fernsehmoderator. Vor allem ist er für seine Netflix-Show Patriot Act with Hasan Minhaj bekannt; er hat zwei Peabody Awards und zwei Webby Awards für sein Werk erhalten. Er wurde durch seine Rolle bei The Daily Show von 2014 bis 2018 bekannt. 2017 war er Hauptredner beim White House Correspondents’ Dinner. 2019 wurde er vom Time Magazine zu einer der 100 einflussreichsten Personen des Jahres gekürt.

## Leben

### Familie und Ausbildung
Hasan Minhaj kommt aus einer muslimischen Familie mit Ursprung aus Aligarh in Uttar Pradesh (Indien). Seine Eltern, Najme und Seema (geborene Usmani), migrierten nach Davis in Kalifornien, wo Minhaj geboren und aufgewachsen ist. Nach seiner Geburt blieben er und sein Vater, ein Chemiker, in den Vereinigten Staaten, während seine Mutter nach Indien zurückkehrte, um ihr Medizinstudium abzuschließen. 1989 hielt sie sich wieder für kurze Zeit in den USA auf, wo Hasan Minhajs Schwester geboren wurde.
Hasan Minhaj schloss die Davis Senior High School 2003 ab und studierte anschließend Politikwissenschaften an der örtlichen University of California, Davis (Bachelor of Arts 2007).
Er spricht neben Englisch fließend Hindi und Urdu.
Im Januar 2015 heiratete er Beena Patel, eine Hindu. Am 22. April 2018 bekam das Paar ihr erstes Kind, ein Mädchen. Die Familie lebt in New York City.

### Berufskarriere
Während seiner College-Zeit interessierte er sich für Comedy, nachdem er Chris Rocks Never Scared als erstes Stand-up-Special geschaut hatte. Er pendelte nach San Francisco, um durch Auftritte in der dort aufblühenden Comedy-Szene zu performen. Minhaj nannte die Diversität dortiger Comedians wie Kevin Shea, W. Kamau Bell und Arj Barker als Inspiration für Comedy "jenseits von HBO".
2009 zog Minhaj nach Los Angeles, um bei der NBC-Show Stand-up for Diversity aufzutreten, dabei kam er bis ins Finale. 2011 erhielt er eine Rolle in der Fernsehserie State of Georgia auf und hatte mehrere Improv-Einsätze bei der MTV-Show Disaster Date (versteckte Kamera). 2013 hatte Minhaj Gastrollen bei Arrested Development und bei Getting On.

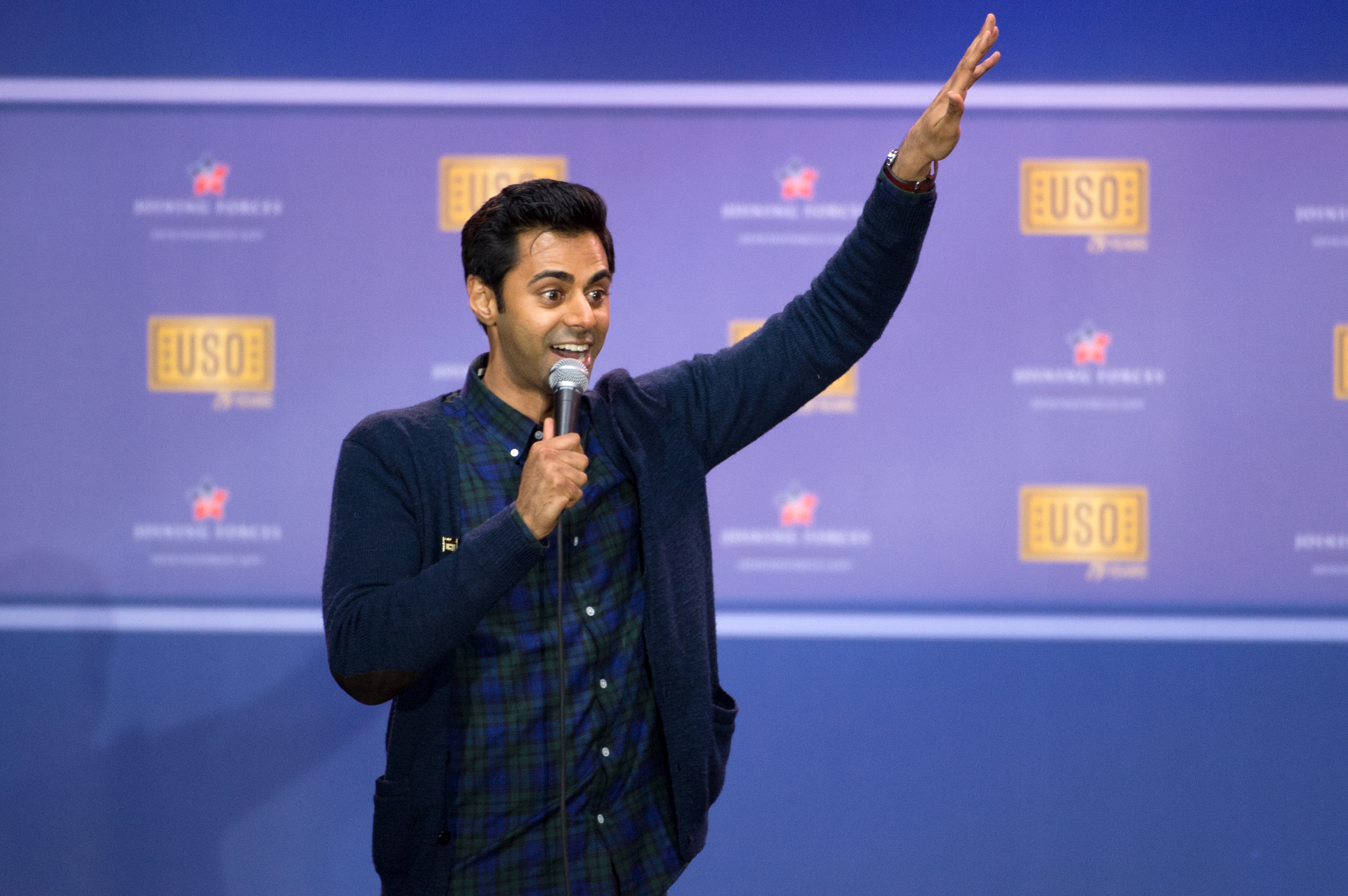
Hasan Minhaj während eines Auftritts 2016

Am 19. November 2014 kam Minhaj als Ersatz für Michael Che zu Jon Stewarts The Daily Show. Bei seinem Vorsprechen für diese Rolle behandelte Minhaj einen Vorfall, bei dem Batman-Darsteller Ben Affleck Muslime verteidigt hatte, indem er die Ausdrucksweise von Sam Harris und Bill Maher als rassistisch kritisiert hatte.
Am 29. April 2017 war Hasan Minhaj Hauptredner beim White House Correspondents’ Dinner, wo er traditionsgemäß die Gesellschaft in Washington, D.C., die landesweite Politik, aktuelle Veranstaltungen, den aktuellen Präsidenten, das White House Press Corps und die US-amerikanischen Medien auf die Schippe nahm. Er kritisierte US-Präsident Donald Trump, der das Dinner boykottierte, indem er ihn einen „Liar in chief“ nannte und ermahnte die Presse, ihrer Arbeit nachzukommen.
Minhajs Ein-Mann-Aufführung Homecoming King debütierte in Off-Broadway im Oktober 2015. Die Show zeigte als zentrales Element heute erlebte Erfahrungen von Einwanderern in den USA, die mit Geschichten aus Hasan Minhajs Leben als indisch-amerikanischer Muslim in erster Generation veranschaulicht wurden. Später wandelte er die Show in sein erstes Stand-up-Special um, genannt Hasan Minhaj: Homecoming King, das am 23. Mai 2017 auf Netflix Premiere hatte. Das Special wurde im Januar 2017 in Minhajs Alma Mater, der University of California, Davis, aufgenommen. Für diesen Beitrag erhielt er seinen ersten Peabody Award.
Im März 2018 kündigte Netflix an, dass Hasan Minhaj eine eigene wöchentliche Show auf der Plattform moderieren werde. Die Show mit dem Titel Patriot Act with Hasan Minhaj hatte am 28. Oktober 2018 Premiere und war zunächst auf 32 Folgen angelegt. Patriot Act thematisierte die zeitgenössische kulturelle und politische Landschaft; der Titel ist ein Wortspiel, das auf der Doppelbedeutung von Act basiert: Auftritt und Gesetz wie im Antiterror-Gesetz USA PATRIOT Act. Im August 2020 wurde die Sendung nach 40 Folgen in sechs Staffeln abgesetzt.
Im April 2019 wurde Minhaj von der Time zu den 100 einflussreichsten Personen der Welt gekürt und gewann seinen zweiten Peabody Award für Patriot Act. Im September 2019 sagte Minhaj während einer Anhörung des United States House Committee on Financial Services über Studentendarlehensschulden aus.

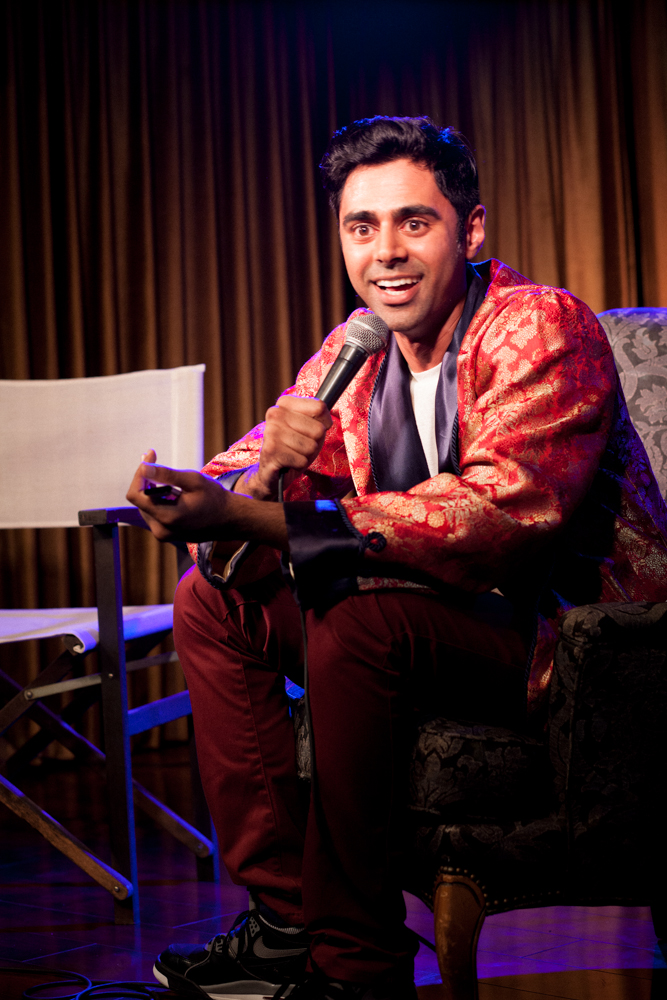
Hasan Minhaj (2013)

Im September 2023 veröffentlichte das Magazin New Yorker einen Artikel, in dem es Minhaj vorwarf, in seinen bisherigen Stand-Up-Specials Geschichten aus seinem eigenen Leben erfunden oder Einzelheiten falsch dargestellt zu haben. In einem Youtube-Video im Oktober 2023 nahm Minhaj zu diesen Vorwürfen Stellung und erkannte an, dass Teile dieser Geschichten sich teilweise anders zugetragen haben. Er begründet diese Veränderungen damit, die Geschichten für das Publikum anschaulicher und zum Teil zeitlich vereinfacht zu haben, so dass die 'Emotionale Wahrheit' der Geschichten Bestand hat, während sie für das Publikum einfach verständlich ist, was er im Rahmen einer Stand-Up-Show als Priorität ansieht. Minhaj nimmt dabei allerdings auch die Kritik an, das für das Publikum unter Umständen die Grenzen zwischen ihm als Moderator von Sendungen wie Patriot Act, in denen die Fakten höchste Priorität haben, und ihm als Stand-Up-Comedian nicht immer klar waren. Während des Videos wirft Minhaj dem New Yorker vor, diese Informationen und Aussagen durch Interviews mit ihm und Material, welches er ihnen zugeschickt hat, zur Verfügung zu haben, es in dem Artikel allerdings stark verkürzt und ohne den nötigen Kontext dargestellt zu haben.
Der New Yorker und die Autorin des Artikels, Clare Malone, reagierten auf die Kritik, indem sie angaben, weiter hinter dem Artikel und seinen Aussagen zu stehen. In anderen Publikationen wurde angemerkt, dass die Kritik im Artikel auf viele Stand-Up-Comedians zuträfe, nicht nur auf Minhaj, und dass es ironisch sei, dass im Artikel anscheinend Tatsachen verkürzt dargestellt würden, wenn der Artikel Minhaj exakt dafür kritisiert. Berichten zufolge war Minhaj vor der Veröffentlichung des Artikels Favorit in der Nachfolge Trevor Noahs bei der Daily Show, infolge der Kritik wurde er allerdings nicht weiter berücksichtigt.

## Filmografie
- 2017: Girls’ Night Out (Rough Night)
- 2018: Bad Spies
- 2023: No Hard Feelings
- 2023: Geistervilla (Haunted Mansion)
- 2024: Babes
- 2024: Nur noch ein einziges Mal (It Ends with Us)